# Espanha nos Jogos Olímpicos de Verão de 1900

A Espanha participou dos Jogos Olímpicos de Verão de 1900 em Paris, na França. O país fez sua estreia nos Jogos em 1900, conquistando 1 medalha.